# Monzón-Río Cinca
Monzón-Río Cinca (hiszp: Estación de Monzón-Río Cinca) – stacja kolejowa w miejscowości Monzón, w prowincji Huesca, we wspólnocie autonomicznej Aragonia, w Hiszpanii. Jest obsługiwana przez pociągi Media Distancia (średniego zasięgu) Renfe oraz pociągi towarowe.

## Położenie stacji
Znajduje się na 127,5 km linii Madryt – Barcelona rozstawu iberyjskiego, na wysokości 277 m n.p.m, pomiędzy stacjami Selgua i Binéfar.

## Historia
Stacja została otwarta dla ruchu w dniu 18 września 1861 roku wraz z otwarciem odcinka Saragossa-Lleida linii kolejowej łączącej Saragossę z Barceloną. Prace zostały przeprowadzone przez Compañía del Ferrocarril de Barcelona a Zaragoza.3 Dążąc do poprawy zarówno łącząc się z innymi liniami, a także ich sytuacji finansowej w 1864 roku firma zdecydowała się dołączyć do Compañía de los Ferrocarriles de Zaragoza a Pamplona y a Barcelona. Spółka ta istniała do 1878 roku, kiedy to Norte rozszerzając swoją działalność na wschód od półwyspu udało się przejąć spółkę. Norte zarządzało linią aż do nacjonalizacji kolei w Hiszpanii w 1941 roku, kiedy to wszystkie kompanie zostały włączone do nowo utworzonego RENFE.
Od 31 grudnia 2004 Renfe Operadora zarządza liniami kolejowymi, podczas gdy Adif jest właścicielem obiektów kolejowych.

## Linie kolejowe
- Madryt – Barcelona

## Połączenia
| Linia MD | Pociągi                  | Z/Do                               |  | Do/Z            |
| -------- | ------------------------ | ---------------------------------- |  | --------------- |
|          | Regional Regional Exprés | Zaragoza-Delicias Madryt Chamartín |  | Lleida-Pirineus |